# Чамсадин Мекегинский
Чамсадин (Шамсудин) Мекегинский (1793; Мекеги, Акуша-Дарго — май 1819; Акуша-Дарго) — участник Кавказской войны, кадий Мекеги.

## Биография
Родился в селе Мекеги в 1793 году. Получил исламское образование, владел арабским, изучил Коран, шариат, знал мекегинские и другие даргинские адаты. Был избран кадием Мекегинского общества в 1815 году в 22-х летнем . По происхождению был из состоятельной семьи. Участник Башлынского сражения.
Был убит наёмником в мае 1819 года на сходе представителей даргинских селений, так как выступал против тарковского шамхала Мехти.
Дом кадия в Мекеги признан памятником архитектуры РФ.